# 半育耳蕨
半育耳蕨（学名：Polystichum semifertile），为鳞毛蕨科耳蕨属下的一个植物种。